# Свазиленд на летних Олимпийских играх 2008
Свазиленд принимал участие на Летних Олимпийских играх 2008 года в Пекине (Китай). Сборную страны представляли 4 спортсмена в 2 видах спорта: двое мужчин — бегун на 1500 метров Исайя Мсиби и Люк Холл, и две женщины — 21-летняя бегунья на 400 м Темалангени Дламини и 16-летняя пловчиха Сенеле Дламини.
Все 4 спортсмена представляли страну на Олимпиаде в первый раз. Свазиленд в восьмой раз участвовал на летних Олимпиадах за свою историю и в девятый — на всех Олимпиадах (включая участие на Зимних ОИ-1992), но опять не завоевал ни одной медали. Лучшим же результатом среди всех четырёх спортсменов, было 46 место у Исайи Мсиби.
Флагоносцем страны на этих Играх была Темалангени Дламини.

## Общие сведения
Национальный олимпийский комитет Свазиленда был сформирован в 1972 году. И с тех пор эта страна может представить своих спортсменов на Олимпийских играх, Всеафрианских играх и Играх Содружества.
Свазиленд дебютировал на Олимпиадах летом 1972 года. Но до сих пор у представителей этого государства нет олимпийских наград.

## Представительство по видам спорта
| №     | Вид спорта      | Мужчины | Женщины | Всего |
| ----- | --------------- | ------- | ------- | ----- |
| 1.    | Лёгкая атлетика | 1       | 1       | 2     |
| 2.    | Плавание        | 1       | 1       | 2     |
| Всего | Всего           | 2       | 2       | 4     |

## Лёгкая атлетика
Свазиленд был представлен 2 спортсменами в этом виде спорта: мужчиной и женщиной. Первоначально и Исайя Мсиби, и Темалангени Дламини не претендовали на участие в этих играх, поскольку не набрали минимального квалификационного результата. В соответствии с правилами IAAF и МОК, страна, чьи участники не достигли квалификационного норматива, может представить не более 2 человек
Соревнования проходили на Пекинском народном стадионе.
Сначала выступил Исайя Мсиби, пробежавший 1500 метров. Он стартовал в 19:19 15 августа во втором квалификационном забеге. Он финишировал последним, 12-м, в этом забеге с результатом 3:51.35 и стал предпоследним (46-м из 47 участников) в этой дисциплине. Выиграл её кениец Асбель Кипроп с результатом 3:33.11.
На следующий день бежала Темалангени Дламини, нёсшая флаг Свазиленда на церемонии открытия Игр. Дламини соревновалась на дистанции 400 метров. Она бежала эту дистанцию в седьмом, последнем квалификационном забеге, начавшемся в 12:52. С результатом 59,91 она стала последней, седьмой в забеге, и 48-й из 50 в этой дисциплине. Время стартовой реакции у Дламини составило 0,278 секунды. Кристин Охуруогу, представлявшая Великобританию, с результатом 49.62 выиграла это соревнование.
| Спортсмен               | Дисциплина  | Квалификация | Квалификация | Полуфинал            | Полуфинал            | Финал                | Финал                | Итоговое место |
| Спортсмен               | Дисциплина  | Результат    | Место        | Результат            | Место                | Результат            | Место                | Итоговое место |
| ----------------------- | ----------- | ------------ | ------------ | -------------------- | -------------------- | -------------------- | -------------------- | -------------- |
| Исайя Мсиби (М)         | 1500 метров | 3:51.35      | 46           | Не квалифицировался  | Не квалифицировался  | Не квалифицировался  | Не квалифицировался  | 46             |
| Темалангени Дламини (Ж) | 400 метров  | 59.91        | 48           | Не квалифицировалась | Не квалифицировалась | Не квалифицировалась | Не квалифицировалась | 48             |

## Плавание
Свазиленд в этом виде спорта также представляли мужчина и женщина. Также как и легкоатлеты, ни Люк Холл, ни Сенеле Дламини, не достигли квалификационного результата. Но по решению ФИНА и МОК, страна могла представить максимум 2 спортсменов, если ни один из спортсменов этого государства не достиг квалификационного норматива. Единственным критерием для отбора было участие на Чемпионате мира 2007. И Люк Холл, и Сенеле Дламини, подходили по этому критерию (Холл проплыл в 4 дисциплинах: 50 м вольным стилем (86 место), 100 м вольным стилем (118 место), 50 м баттерфляем (105 место) и 100 м баттерфляем (102 место), а Дламини — в 2: 50 м вольным стилем (107 место) и 50 м баттерфляем (91 место)). На этом же чемпионате мира (проходившем в Мельбурне) также от Свазиленда плыли Кэтрин Миллин, Стэйси Рийди и Фанувакме Мдудузи Ксаба, но на участие в Олимпиаде были выбраны именно Холл и Дламини.
Соревнования по плаванию проходили в Пекинском национальном плавательном комплексе.
Первым плыл Люк Холл, принявший участие в шестом квалификационном заплыве на 50 метров вольным стилем. С результатом 24,41, он стал 4-м в заплыве и 60-м из 97 спортсменов, участвовавших в этой дисциплине. Время реакции составило 0,66 секунды. Бразилец Сезар Сьелу выиграл эту дистанцию с результатом 21,30.
На следующий день на свой заплыв вышла 16-летняя пловчиха Сенеле Дламини, которая также плыла 50 метров. Она участвовала в четвёртом квалификационном заплыве. В заплыве Дламини взяла 2-е место, а в итоге у неё была только 61-я позиция (из 90 спортсменок). Время реакции составило 0,65 секунд. Победительницей же этого соревнования стала Бритта Штеффен..
| Спортсмен          | Дисциплина               | Квалификация | Квалификация | Полуфинал            | Полуфинал            | Финал                | Финал                | Итоговое место |
| Спортсмен          | Дисциплина               | Результат    | Место        | Результат            | Место                | Результат            | Место                | Итоговое место |
| ------------------ | ------------------------ | ------------ | ------------ | -------------------- | -------------------- | -------------------- | -------------------- | -------------- |
| Люк Холл (М)       | 50 метров вольным стилем | 24,41        | 60           | Не квалифицировался  | Не квалифицировался  | Не квалифицировался  | Не квалифицировался  | 60             |
| Сенеле Дламини (Ж) | 50 метров вольным стилем | 28,70        | 61           | Не квалифицировалась | Не квалифицировалась | Не квалифицировалась | Не квалифицировалась | 61             |